# Michele Manzo
Michele Manzo (Napoli, 31 luglio 1785 – Chieti, 7 marzo 1856) è stato un arcivescovo cattolico italiano.

## Biografia
Fu ordinato presbitero il 27 maggio 1809 per l'arcidiocesi di Napoli e, presso la curia vescovile, ricoprì la carica di esaminatore prosinodale.
Entrò nelle grazie di uomini influenti a corte e, con il loro sostegno, il 9 dicembre 1844 il re lo preconizzò arcivescovo Siracusa; grazie al favore del re, il 10 marzo 1845 ottenne il titolo di dottore in teologia dall'Università di Napoli.
La sua elezione alla sede di Siracusa, da poco elevata alla dignità metropolitica, fu confermata da papa Gregorio XVI nel concistoro segreto tenuto il 21 aprile 1845 presso il Palazzo Apostolico in Vaticano.
Fu consacrato arcivescovo il 1º maggio 1845 nella chiesa teatina di Sant'Andrea della Valle in Roma dal cardinale Pietro Ostini, vescovo di Albano, assistito dall'arcivescovo titolare di Perge Gaetano Baluffi e dall'arcivescovo titolare di Nicomedia Giovanni Cometti.
Il 27 settembre 1852 fu trasferito da papa Pio IX alla sede metropolitana di Chieti, alla quale nel 1853 fu unita in amministrazione perpetua la sede di Vasto.
Si spense nel 1856.

## Genealogia episcopale
La genealogia episcopale è:
- Cardinale Scipione Rebiba
- Cardinale Giulio Antonio Santori
- Cardinale Girolamo Bernerio, O.P.
- Arcivescovo Galeazzo Sanvitale
- Cardinale Ludovico Ludovisi
- Cardinale Luigi Caetani
- Cardinale Ulderico Carpegna
- Cardinale Paluzzo Paluzzi Altieri degli Albertoni
- Papa Benedetto XIII
- Papa Benedetto XIV
- Papa Clemente XIII
- Cardinale Bernardino Giraud
- Cardinale Alessandro Mattei
- Cardinale Giacomo Giustiniani
- Cardinale Pietro Ostini
- Arcivescovo Michele Manzo